# Polybia rejecta
Polybia rejecta är en getingart som först beskrevs av Fabricius 1798.  Polybia rejecta ingår i släktet Polybia och familjen getingar. Inga underarter finns listade i Catalogue of Life.